# Jamesonia pulchra
Jamesonia pulchra är en kantbräkenväxtart som beskrevs av William Jackson Hooker och Grev. Jamesonia pulchra ingår i släktet Jamesonia och familjen Pteridaceae. Inga underarter finns listade.